# Professione fantasma
Professione fantasma è una serie televisiva italiana prodotta da Mediaset e trasmessa nel 1998. La serie vede protagonista un detective, interpretato da Massimo Lopez, che viene ucciso ma torna sulla Terra come spirito per aiutare la fidanzata (Edy Angelillo).

## Trama
Il detective privato Max Ventura viene ucciso per errore al posto di un'altra persona. Anziché passare nell'aldilà però, Max resta sulla Terra per aiutare la fidanzata Lella, la quale ha deciso di proseguire l'attività di Max all'agenzia investigativa. Nella sua permanenza come fantasma, Max viene seguito da uno "psicoanalista dell'aldilà". 
Nel corso dei casi affrontati, Max si ritroverà ad aiutare spesso Lella ed Ettore, il suo nuovo spasimante. Il fantasma è visibile alla madre della donna, Serena, che però non può sentirlo, a differenza di un bambino, Dado, figlio del commissario Salvi, che può sentire la sua voce, ma non riesce a vederlo.

## Episodi
Gli episodi della serie sono stati trasmessi a partire dal 6 febbraio 1998 sulla rete Italia 1, trasmessa successivamente in replica tra il 28 dicembre e il 2 gennaio 1999. Sono stati trasmessi anche nel 2011 sulle reti del digitale terrestre Iris, Mediaset Extra, Italia 2 e nel 2017 su Retecapri.
1. Fantasma per caso
2. Un'espressione inconfondibile
3. Delitti senza nome
4. Delitti dell'altro mondo
5. Bambina troppo amata
6. Questione di soldi
7. Suicidio assicurato
8. Ricatti e misteri
9. Un vero signore
10. Passi pericolosi
11. Un'amica molto speciale

## Produzione
La serie, prodotta da Giancarlo Guastini e Raffaello Monteverde, è stata diretta da Vittorio De Sisti, ed è stata ideata e sceneggiata da Stefano Sudriè e Marzia Ubaldi.
Le riprese degli episodi si sono svolte nel 1997 a Roma in 25 settimane, ed è costata circa dieci miliardi di lire.